# Annette Betz Verlag
Der Annette Betz Verlag ist ein Imprint der Ueberreuter Verlagsgruppe, der Bilderbücher veröffentlicht. 

## Geschichte
Der Annette Betz Verlag wurde im Jahr 1962 von Anton Betz und seiner Frau Anna Betz in München gegründet. Der Verlagsname Annette Betz wurde als Reverenz sowohl an seine Frau als auch an Annette von Droste-Hülshoff, die von Anna Betz sehr verehrt wurde, gewählt.
Als literarischer Berater wirkte James Krüss bei der Gründung mit. Er veröffentlichte 1963 das Bilderbuch 3 × 3 an einem Tag im Annette Betz Verlag. Bereits im Herbst 1962 wuchs der Verlag: Er übernahm große Teile der Produktion des Georg Lentz Verlags in sein eigenes Programm. 
1966 wurde der Annette Betz Verlag von Thomas F. Salzer erworben und zusammen mit dem Verlag Carl Ueberreuter weitergeführt. Im Januar 2014 wurden die Verlage Annette Betz und Ueberreuter Kinder- und Jugendbuch von der G&G Verlagsgesellschaft mbH gekauft. Damit verbanden sich der größte Kinderbuchverlag Österreichs und der größte Kinder- und Jugendbuchverlag Berlins miteinander.
Seit 1991 publiziert der Verlag eine eigene Reihe im Programmbereich Musikalisches Bilderbuch. 1999 begann die Zusammenarbeit mit Marko Simsa, die bis heute fortgeführt wird.

## Programm
Das Programm des Annette Betz Verlags mit jährlich rund 40 Neuerscheinungen umfasst neben den Musikalischen Bilderbüchern erzählende und künstlerisch gestaltete Bilderbücher, Sachbilderbücher für Eltern und Kindergarten, Haus- und Liederbücher. 
Weitere Reihen und Bücher des Verlags thematisieren gesellschaftlich relevante Themen, wie z. B. Adoption, Behinderung oder Alzheimer, wie die Titel von Franz-Joseph Huainigg / Lucy Scharenberg und Verena Ballhaus (Meine Füße sind der Rollstuhl, Du gehörst zu uns), die mehrfach ausgezeichnet wurden.
Zu den Publikationen, die der Verlag langfristig im Programm führt, gehören unter anderem Das große Kinderliederbuch von Monika Laimgruber und Roswitha Weixelbaumer oder Leb wohl, lieber Dachs von Susan Varley. Ein moderner Klassiker ist Marlene Reidels Kasimirs Weltreise, ein Bilderbuch, das von der New York Times zu den 10 besten Büchern gezählt wurde und den Deutschen Jugendbuchpreis gewonnen hat.